# Thập niên 1970
Thập niên 1970 hay thập kỷ 1970 chỉ đến những năm từ 1970 đến 1979, kể cả hai năm đó. Không chính thức, nó cũng có thể bao gồm vài năm vào cuối thập niên trước hay vào đầu thập niên sau.

### Sự kiện
Chiến tranh Việt Nam kết thúc vào ngày 30 tháng 4 năm 1975